# Principato di Grubenhagen

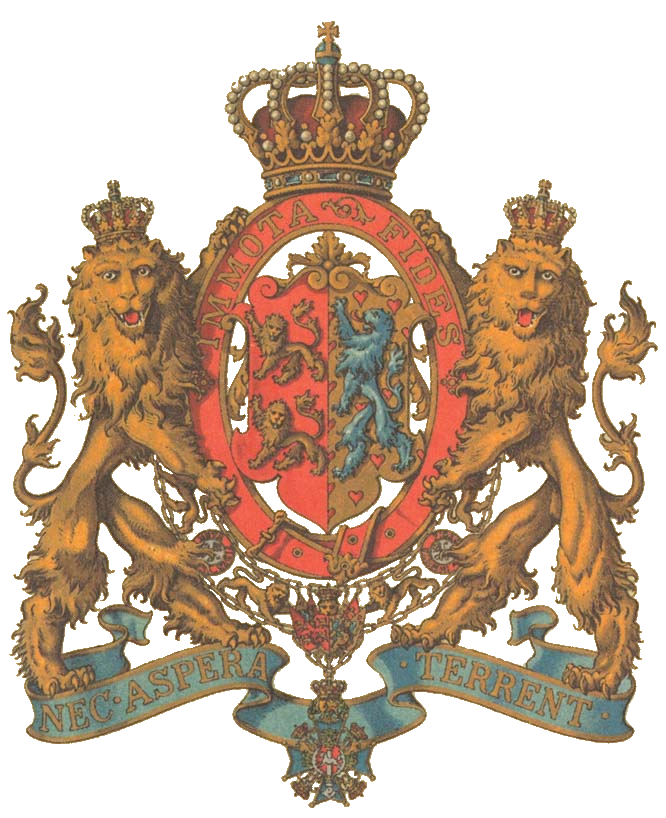
Stemma del Ducato di Brunswick-Lüneburg

Il Brunswick-Grübenhagen fu una suddivisione del Ducato di Brunswick-Lüneburg, nel Sacro Romano Impero, con un proprio seggio al Reichstag. Grübenhagen si trovava a sud-est del fiume Harz, e includeva le città di Osterode am Harz, Herzberg am Harz, Duderstadt e Einbeck.

## Storia
Grübenhagen si originò dalla divisione del Ducato di Brunswick nel 1291; il suo primo reggente Enrico I di Brunswick-Lüneburg. I figli di Enrico divisero il piccolo principato poco dopo il 1322; esso venne riunito nel XVI sec. Nel 1596, Grübenhagen venne ereditato dal Principato di Calenberg e cessò di esistere come un principato indipendente. ad ogni modo, il territorio venne disputato dalle differenti linee di Brunswick-Lüneburg per diverso tempo. Formalmente, Grübenhagen rimase uno stato del Sacro Romano Impero sino alla sua dissoluzione, nel 1806.